# Eulophia
- Commons
- Wikispecies

Eulophia (em português: Eulófia) é um género botânico pertencente à família das orquídeas (Orchidaceae). Foi proposto por John Lindley sobre material de Richard Brown, publicado em Botanical Register, 8: pl. 686, em 1823. É tipificado pela Eulophia guineensis (Lindl.).

## Etimologia
O nome deste gênero (Eupha.) deriva da latinização de duas palavras gregas: ευ (eu), que significa “bem”, “bom", "Belo”, “legítimo”; e λόφος (lophós), que significa "crista"; referindo-se às cristas do labelo de suas flores.

## Sinônimos
- Wolfia Dennst. (1818)
- Eulophus R.Br. (1821)
- Lissochilus Lindl. (1821)
- Cyrtopera Lindl. (1833)
- Thysanochilus Falc. (1839) |
- Hypodematium A. Rich. (1850)
- Orthochilus Hochst. ex A. Rich. (1850)
- Pteroglossaspis Rchb.f. (1878)
- Platypus Small & Nash (1903) |
- Triorchos Small & Nash (1903)
- Smallia Nieuwl. (1913)
- Donacopsis Gagnep. (1932)
- Semiphajus Gagnep. (1932)

## Descrição
O gênero abriga mais de duas centenas de espécies frequentemente terrestres, pan-tropricais, poucas existentes nas Américas. Por tratar-se de gênero com grande número de espécies, variados são seus habitats.
Apenas duas são as espécies brasileiras que pertencem a este gênero, pelo porte bem distintas entre si são plantas robustas que sobrevivem em meio ao capim em campos secos e úmidos, ricos em detritos vegetais. Uma delas, menor e relativamente rara, anteriormente era conhecida como Pteroglossaspis argentina Rolfe, hoje Eulophia ruwenzoriensis Rendle, a outra, bem maior e mais comum, é a Eulophia alta (L.) Fawc. & Rendle.
São características deste gênero espécies de grosso rizoma que origina a uma série de pseudobulbos anelados mais ou menos enterrados, que podem ser grandes ou pequenos, mas sempre carnosos, roliços, em regra achatados, porém acuminados para o ápice, frequentemente envoltos pelas longas Baínhas das folhas que parecem formar uma espécie de pseudocaule; as folhas, compridas e estreitas, herbáceas com pseudopecíolo longo ou sem este, de nervuras paralelas; inflorescência sempre longa, racemosa, destacando-se em meio ao capim, com poucas ou muitas flores.
As flores podem ser grandes ou pequenas, de sépalas e pétalas parecidas, com labelo trilobado, acanoado e vistoso, mais ou menos versátil, contendo séries de cristas, lamelas ou verrugas bem visíveis. Coluna semi roliça, levemente alada; e antera terminal biloculada, contendo duas polínias ou dois pares de polínias concrescidas